# Cocoșatul de la Notre-Dame (film din 1996)
Cocoșatul de la Notre-Dame este un film de animație din anul 1996, produs de Walt Disney Feature Animation și lansat inițial la de către Walt Disney Pictures. Premiera românească a avut loc în decembrie 1996 în varianta subtitrată, filmul fiind distribuit de Buena Vista International. Filmul este disponibil în limba română prin intermediul platformei operaționale online HBO GO.

## Prezentare
Quasimodo, un clopotar diform, trebuie să-și câștige independența față de un ministru depravat și crud pentru a-și ajuta prietena, o țigancă dansatoare.
Atunci când era copil, Quasimodo a fost aproape ucis de Claude Frollo după ce acesta a omorât-o pe mama sa. Obligat de Arhidiaconul de la Notre-Dame, Frollo a fost nevoit să-l crească pe Quasimodo ca și cum ar fi fost fiul său. Cu toate acestea, Frollo s-a purtat urât cu bietul Quasimodo, ținându-l ascuns în turnul catedralei și spunându-i că nu va fi niciodată acceptat de societate. Acest lucru se schimbă atunci când cocoșatul o întâlnește pe Esmeralda, o tânără țigancă frumoasă.